# Cerro Erapuca
Cerro Erapuca är ett berg i Honduras. Det ligger i den västra delen av landet, 200 km väster om huvudstaden Tegucigalpa. Toppen på Cerro Erapuca är 2 333 meter över havet, eller 320 meter över den omgivande terrängen. Bredden vid basen är 3,8 km.
Terrängen runt Cerro Erapuca är huvudsakligen kuperad, men västerut är den bergig. Runt Cerro Erapuca är det ganska glesbefolkat, med 42 invånare per kvadratkilometer. Närmaste större samhälle är Corquín, 16,9 km sydost om Cerro Erapuca. 